# Linda Park

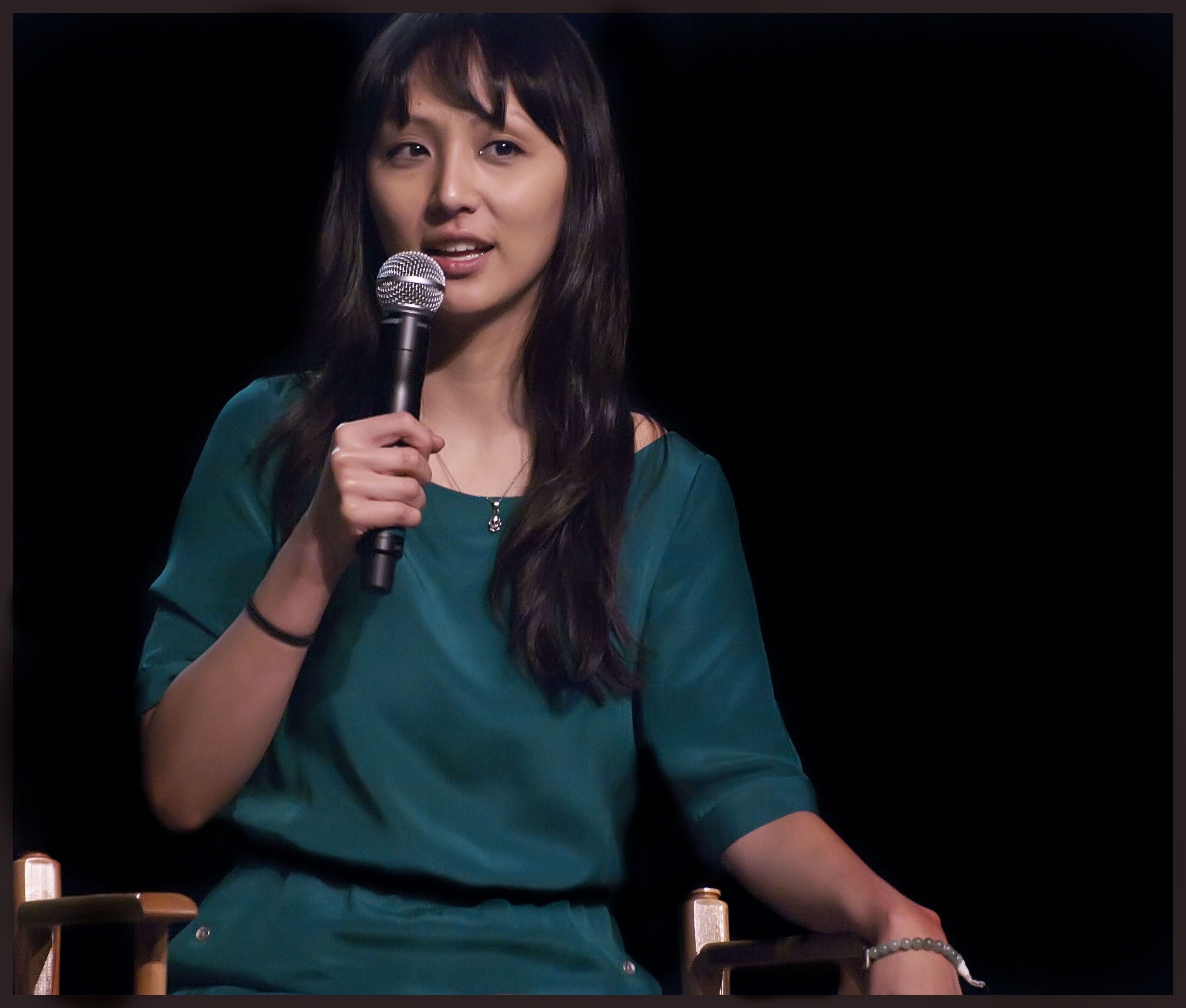
Linda Park (2009)

Linda Park (* 9. Juli 1978 in Seoul, Südkorea) ist eine US-amerikanische Schauspielerin südkoreanischer Herkunft.

## Leben
Linda Park ist im kalifornischen San Jose aufgewachsen. Sie stand das erste Mal während ihrer High-School-Zeit auf der Bühne. Danach studierte sie an der Bostoner Universität Schauspielerei und machte den Abschluss als B.F.A. (Bachelor of Fine Arts).
Von 2001 bis 2005 spielte sie die Rolle der Hoshi Sato in der Science-Fiction-Fernsehserie Star Trek: Enterprise.
Bevor Park zu Enterprise kam, hatte sie eine Gastrolle in der Fernsehserie Popular und spielte eine Nebenrolle in Jurassic Park III.
Sie ist international mit Bronze für lateinamerikanische Tänze ausgezeichnet und zertifizierte Kampfdarstellerin.
Linda Park ist mit dem Schauspieler Daniel Bess verheiratet, die beiden haben einen Sohn.

## Filmografie (Auswahl)
- 1995: Angriff der Killerbienen (Deadly Invasion – The Killer Bee Nightmare)
- 2001: Popular (Fernsehserie, 1 Folge)
- 2001: Jurassic Park III
- 2001–2005: Star Trek: Enterprise (Fernsehserie, 98 Folgen)
- 2002: Taken
- 2004: Spectres
- 2004: Geldersma (Kurzfilm)
- 2006: Honor
- 2007: Raines (Fernsehserie, 7 Folgen)
- 2007–2008: Women’s Murder Club (Fernsehserie, 10 Folgen)
- 2009: Life (Fernsehserie, Folge 2x19)
- 2009: Law & Order: New York (Law & Order: Special Victims Unit, Fernsehserie, Folge 10x21)
- 2009: L.A. Crash (Crash, Fernsehserie, 13 Folgen)
- 2009: Infestation – Nur ein toter Käfer ist ein guter Käfer (Infestation)
- 2011: The Mentalist (Fernsehserie, Folge 3x12)
- 2011: Dr. House (House M.D., Fernsehserie, Folge 7x21)
- 2012: Navy CIS (NCIS, Fernsehserie, Folge 10x04)
- 2013: Yellow Face
- 2013: The Face of Love
- 2013: The Ordained (Fernsehfilm)
- 2014: Warriors (Fernsehfilm)
- 2014: Legends (Fernsehserie, 2 Folgen)
- 2015: Castle (Fernsehserie, Folge 7x17 Hongkong Supercop)
- 2016: A Christmas in New York
- 2016: Adoptable (Fernsehserie, 6 Folgen)
- 2016: Unbelievable!!!!
- 2016: Star Trek: Captain Pike
- 2017: Claws (Fernsehserie, 1 Folge)
- 2017: The Night Shift (Fernsehserie, 1 Folge)
- 2017: SEAL Team (Fernsehserie, 1 Folge)
- 2017–2020: Bosch (Fernsehserie, 26 Folgen)
- 2018: iZombie (Fernsehserie, 1 Folge)
- 2018: Dear Chickens (Kurzfilm)
- 2018: The Affair (Fernsehserie, 1 Folge)
- 2018: Atlanta Medical (Fernsehserie, 1 Folge, 2x7)
- 2019: Lovestruck (Fernsehfilm)
- 2020: Unglaubliche Geschichten (Amazing Stories, Fernsehserie, 1 Folge)
- 2020: Grey’s Anatomy (Fernsehserie, Folgen 17x01, 17x02)
- 2021: For All Mankind (Fernsehserie, 5 Folgen)
- 2023: Magnum P.I. (Fernsehserie, 1 Folge)
- 2023: Black Girl Missing